# ロカーテ・ディ・トリウルツィ
ロカーテ・ディ・トリウルツィ（伊: Locate di Triulzi）は、イタリア共和国ロンバルディア州ミラノ県にある、人口約10,000人の基礎自治体（コムーネ）。

## 地理

### 位置・広がり

#### 隣接コムーネ
隣接するコムーネは以下の通り。括弧内のPVはパヴィーア県所属を示す。
- カルピアーノ
- オーペラ
- ピエーヴェ・エマヌエーレ
- サン・ドナート・ミラネーゼ
- サン・ジュリアーノ・ミラネーゼ
- シツィアーノ (PV)

### 地震分類
イタリアの地震リスク階級 (it) では、3 に分類される
。